# Struve 2398
Struve 2398 es una estrella binaria que se encuentra a 11,52 años luz del sistema solar. De magnitud aparente +8,94, no es visible a simple vista. Está situada en la parte noreste de la constelación de Draco, al noreste de Grumium (ξ Draconis) y al suroeste de Altais (δ Draconis). Su nombre hace honor al astrónomo Friedrich Georg Wilhelm von Struve, que en 1832 midió por primera vez la separación entre sus dos componentes.
Las componentes del sistema son dos enanas rojas bastante similares. Struve 2398 A (Gliese 725A / HD 173739 / LHS 58) tiene tipo espectral M3.0V y una luminosidad equivalente al 0,27 % de la luminosidad solar.
Su masa es el 34 % de la que tiene el Sol y su radio equivale al 39 % del radio solar.
Gira sobre sí misma con una velocidad de rotación proyectada igual o inferior a 5 km/s.
Struve 2398 B (Gliese 725B / HD 173740 / LHS 59) es una estrella de tipo M3.5V cuya temperatura efectiva es de 3395 K.
Su masa apenas supone el 27 % de la masa solar.
Brilla con la mitad de luminosidad que su compañera, siendo su diámetro una tercera parte del que tiene el Sol.
Su velocidad de rotación proyectada es igual o inferior a 7 km/s.
Es una estrella fulgurante —experimenta aumentos bruscos e impredecibles de brillo en todo el espectro electromagnético— y se sospecha que Struve 2398 A también puede serlo.
El sistema presenta una metalicidad significativamente inferior a la solar ([Fe/H] = -0,34).
Los parámetros orbitales del sistema no son bien conocidos. Los estudios más recientes señalan una separación media entre las dos componentes de 55,9 UA, con un período orbital de 453 años. La gran excentricidad de la órbita (ε = 0,53) hace que la distancia entre las dos estrellas varíe entre 26 y 85 UA.
El último periastro —mínima separación entre componentes— tuvo lugar en 1783.
Observaciones llevadas a cabo con el telescopio espacial Hubble descartan la existencia en este sistema de objetos del tamaño de Júpiter o de una enana marrón.
Las estrellas más cercanas a Struve 2398 son Gliese 687 a 4,2 años luz, V1581 Cygni a 5,8 años luz, y 61 Cygni a 6,1 años luz.